# 恩華
參數所指定的目標頁面不存在，建議更正成存在頁面或直接建立下列一個頁面（建立前請先搜尋是否有合適的存在頁面可以取代）：
- 宗室恩华

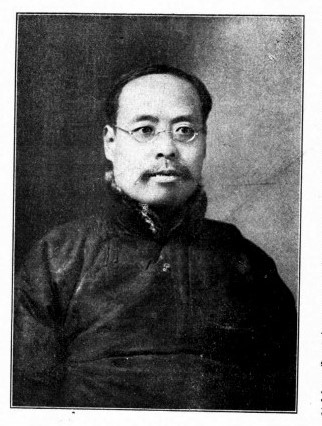

恩華（1876年？—20世纪？），漢姓楊，字詠春，江苏京口（今镇江）駐防蒙古鑲紅旗人。清末民初政治人物。

## 生平
恩華是光緒二十九年（1903年）癸卯科進士。毕业于日本法政大学。历任吏部主事、学部员外郎、郎中，曾充学部总务司司长。宣統三年閏六月二十日（1911年8月14日），恩華由學部郎中改授慶親王內閣弼德院參議。
中华民国成立後，恩華历充国务院秘书、民元国会众议院议员、政治会议议员、政事堂主计局参事、约法会议议员。获授三等嘉禾章。民國六年（1917年），任都护副使分充乌里雅苏台佐理员。民國九年（1920年），任蒙藏院副总裁。民國是三年（1924年）9月17日，任北洋政府司法部次长，同年11月4日免职。此後，他曾任北京华北学院院长。

## 著作
恩華喜欢收藏八旗人著作，輯有《八旗藝文編目》。

## 家庭
- 弟弟：克希克图